# Inga eriorhachis
Inga eriorhachis är en ärtväxtart som beskrevs av Hermann August Theodor Harms. Inga eriorhachis ingår i släktet Inga och familjen ärtväxter. Inga underarter finns listade i Catalogue of Life.